# 額賀章夫
額賀 章夫（ぬかが あきお、1963年 - ）は、陶芸家。「N. ceramic studio」主宰。
東京都杉並区に生まれる。1985年、東京造形大学造形学部デザイン学科Ⅱ類卒業。1988年、茨城県窯業指導所ろくろ科研修生。1989年、向山窯にて修業。1993年、笠間市にて独立（工房名は額賀章夫陶磁器工房）。1998年、笠間焼「伝統工芸士」に認定される。2011年、工房名を「N.ceramic studio」へ変更。
鎬の技法による「プリーツワーク」と呼ばれる鎬模様の器が定番。また、錆粉引きも定番の一部で、どっしりと安定感のある丸みが美しく、造りの技術も焼成の味わいも個性となっている。
2003年、第17回日本陶芸展入選、2007年、第25回朝日現代クラフト展入選。2010年、映画『ゴースト もういちど抱きしめたい』（監督：大谷太郎）で、陶芸指導を担当。笠間焼協同組合副理事長を務める。